# زیردریایی یو-۲۲۲
زیردریایی یو-۲۲۲ (به انگلیسی: German submarine U-222) یک زیردریایی بود که طول آن ۶۷٫۱ متر (۲۲۰ فوت ۲ اینچ) بود. این زیردریایی در سال ۱۹۴۲ ساخته شد.